# 2781 Клечек
2781 Клечек (2781 Kleczek) — астероїд головного поясу, відкритий 19 серпня 1982 року.
Тіссеранів параметр щодо Юпітера — 3,180.